# Trichogramma chilotraeae
Trichogramma chilotraeae är en stekelart som beskrevs av Nagaraja och Nagarkatti 1970. Trichogramma chilotraeae ingår i släktet Trichogramma och familjen hårstrimsteklar. Inga underarter finns listade i Catalogue of Life.